# Lexington (Kentucky)
 For alternative betydninger, se Lexington. (Se også artikler, som begynder med Lexington)
Lexington er den næststørste by i Kentucky og den 66. største i USA.

## Historie
Lexington (Virginia før) blev grundlagt i juni 1775 (17 år før Kentucky blev en stat i 1792).